# Benkő Gyula

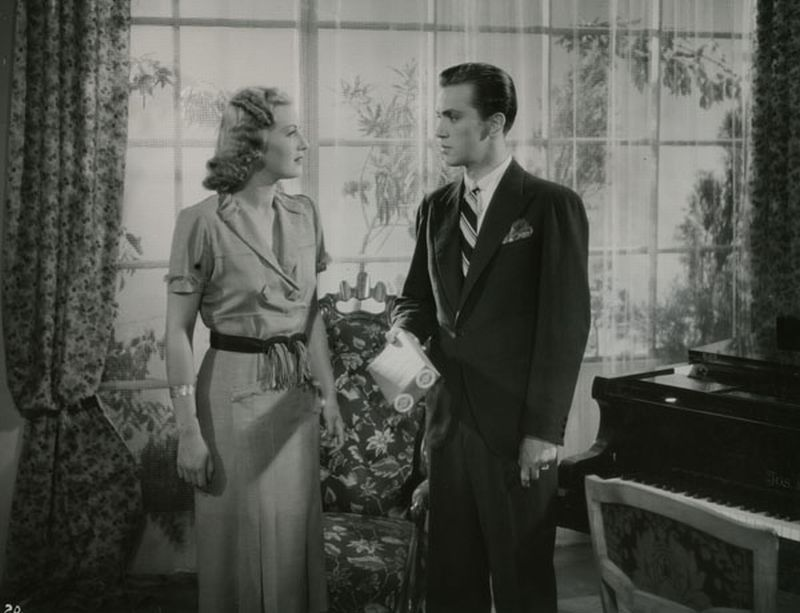
A húszévesen első filmszerepében, a Varjú a toronyórán című filmben Simor Erzsivel (1938)

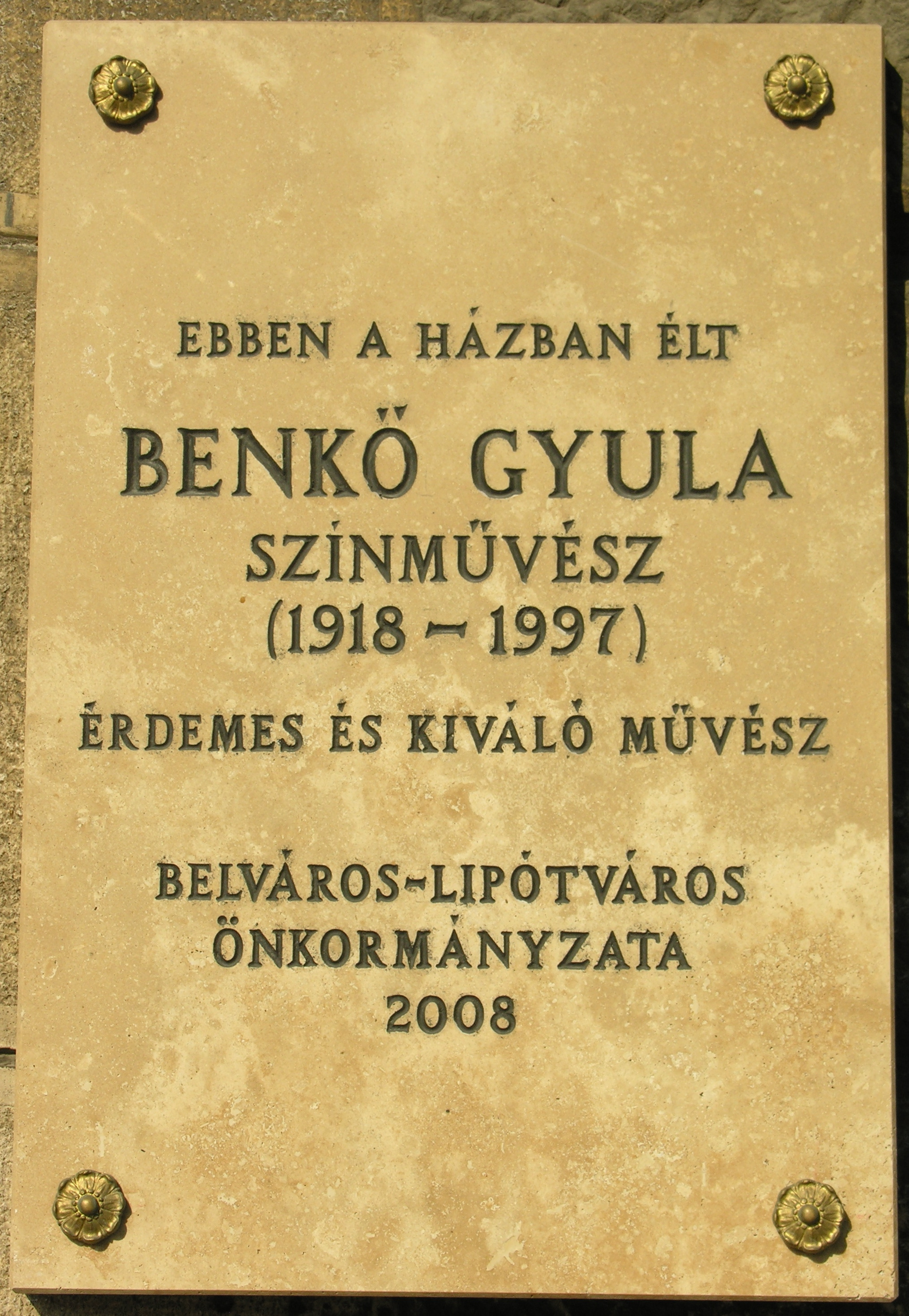
Emléktáblája egykori lakhelyén, a Belgrád rakpart 17. szám alatt

Benkő Gyula (Budapest, 1918. augusztus 22. – Budapest, 1997. június 30.) Jászai Mari-díjas magyar színművész, érdemes és kiváló művész, a Halhatatlanok Társulatának örökös tagja. Benkő Péter színész édesapja. Az ő hangján szólalt meg 1997-ig a Szabó család Bandija.

## Életpályája
Idősebb Benkő Gyula utószülött fiaként, hősi halott apja posztumusz vitézi rend-beli címét örökölte. A Józsefvárosban nőtt fel, szűkös körülmények között. Iparosok voltak a szomszédaik, anyjának is gyárban kellett dolgoznia, hogy felnevelhesse. A Széchenyi Gimnáziumban érettségizett. 1939-ben végzett a Színművészeti Akadémián, Ódry Árpád osztályában. A Vígszínházhoz szerződtették, előbb ösztöndíjasként, később rendes tagként. 1948 tavaszától 1949-ig Tolnay Klári és Somló István mellett a színház társigazgatója volt. 1949-ben az Ifjúsági Színházhoz került. 1951-ben Várkonyi Zoltán hívására visszatért a háborúban lebombázott, majd újjáépített Vígszínházba, aminek a Magyar Néphadsereg Színháza volt a neve 9 éven keresztül. 1962 és 1968 között a Színházművészeti Szövetség titkára volt. 1978-ban vonult nyugalomba, de egészen 1997-ben bekövetkezett haláláig játszott.

## Fontosabb szerepei
- Edward Albee: Érzékeny egyensúly (Harry)
- Calderón: Huncut kísértet (Don Manuel)
- Csehov:
  - Három nővér (Tuzenbach)
  - Sirály (Dorn, Trepljov)
- Euripidész: A trójai nők (Menelaosz)
- Feydeau: Bolha a fülbe (Baptistin)
- Gorkij: Éjjeli menedékhely (Aljoska)
- Huxley: Mona Lisa mosolya (Harry Hutton)
- Ibsen:
  - Kísértetek (Oswald)
  - A vadkacsa (Molvik)
- Katona: Bánk bán (Mikhál bán)
- Ken Kesey: Kakukkfészek (dr. Spivay)
- Lajtai L.: Mesék az írógépről (gróf Szentgróthy)
- Majakovszkij: A poloska (Priszikpin)
- Mesterházi: Pesti emberek (Férj)
- Arthur Miller: Édes fiaim (Chris Keller)
  - Közjáték Vichyben (Monceau)
- Molnár Ferenc:
  - Az üvegcipő (Sipos)
  - Liliom (Liliom)
- Molnár Ferenc: A hattyú (Ági Miklós)
- Dario Niccodemi: Hajnalban, délben, este (Mario)
- O'Neill: Eljő a jeges (James Cameron)
- Pagnol: Topáz (Topáz tanár úr)
- Luigi Pirandello: Hat szerep keres egy szerzőt (Fiú)
- Rostand: Cyrano de Bergerac (Christian)
- Schaffer: Equus (Frank Strang)
- Shakespeare:
  - III. Richárd (Írnok)
  - Antonius és Kleopátra (Lepidus)
  - Rómeó és Júlia (Mercutio)
- Shaw:
  - Warrenné mestersége (Frank)
  - Candida (Marchbanks)
  - Szent Johanna (Dauphin)
- Strindberg: Haláltánc (Kurt)
- Székely János: Caligula helytartója (Agrippa)
- Szigligeti Ede: II. Rákóczi Ferenc fogságban (II. Rákóczi Ferenc)
- Tolsztoj: Háború és béke (Andrej Bolkonszkij herceg)
- Tennessee Williams: Orfeusz alászáll (Val Xavier)
- Wilder: A mi kis országunk (George)

## Rendezései
- Két férfi az ágy alatt
- Játék a kastélyban

## Filmjei

### Játékfilmek
- Varjú a toronyórán (1938) – Lajos
- Magyar feltámadás (1939) – Dénes
- Gyurkovics fiúk (1940) – Gyurkovics Gyurka
- Bűnös vagyok (1941) – Bár-klarinétos
- Cigarettafüst (1941, rövid játékfilm)
- Dr. Kovács István (1941) – Holben egyetemista
- Európa nem válaszol (1941) – Zenész
- Három csengő (1941) – Nászutas
- Kadétszerelem (1941) – Böszörményi Pista
- Lelki klinika (1941) – Tordai Kázmér
- Magdolna (1941) – Tamás
- Miért? (1941) – Jenő
- Ne kérdezd, ki voltam (1941) – Rudi, bárzongorista
- Egér a palotában (1942) – Bárány Sándor, számtantanár
- Egy bolond százat csinál (1942) – Karmester
- Éjfélre kiderül (1942) – Festő, Molly szerelme
- Szabotázs (1942) – Benkő Ferenc mérnök
- Szakítani nehéz dolog (1942) – Beczkay Gábor
- Tavaszi szonáta (1942) – Borsody János, hegedűművész
- Családunk szégyene (1943) – Fred, Klári néni fia
- Egy fiúnak a fele (1943)[5] – Gáthy István
- Ördöglovas (1943) – Sándor Móric
- Kerek Ferkó (1943) – Héya mérnök
- Ragaszkodom a szerelemhez (1943) – Béla
- Gyanú (1944) – Sándor
- Makkhetes (1944) – Péter, a festő
- Szerelmes szívek (1944) – Chopin
- Mezei próféta (1947) (nem mutatták be) – Erőss Gábor
- Forró mezők (1948) – Boldizsár Pista
- Díszmagyar (1949) – Rédey Lajos
- Gyarmat a föld alatt (1951) – Budai
- Különös házasság (1951) – Párdányi Buttler János gróf
- Nyugati övezet (1951) – Örvös Ferenc
- A harag napja (1953) – Morvai
- Föltámadott a tenger 1-2. (1953) – Tiszt
- Ifjú szívvel (1953) – Csontos
- Fel a fejjel (1954) – János
- Rokonok (1954) – Titkár
- Az élet hídja (1955) – Pongay fia
- Veszélyes lejtő (1955, rövid játékfilm) – Szappanos Sándor, brigádvezető
- Gól (1956, rövid játékfilm)
- Fekete karácsony (1957, rövid játékfilm)
- Két vallomás (1957) – Nyomozó
- A harminckilences dandár (1959) – Karikás Frigyes
- Felfelé a lejtőn (1958) – Koncz István, mérnök
- Szegény gazdagok (1959) – Báró Hátszegi / Fatia Negra
- Fűre lépni szabad (1960) – Noszter
- Virrad (1960) – Zsámboki
- Puskák és galambok (1961) – Kapusi tanár
- Nem ér a nevem (1961) – Válóperes bíró
- Két félidő a pokolban (1961) – Sztepan
- Asszony a telepen (1962) – Szabó, főmérnök
- Férjhez menni tilos (1962) – Thomas Percy
- Aranykor (1963, rövid játékfilm) – Férj
- Fotó Háber (1963) – Rendőrtiszt V.
- Nappali sötétség (1963) – Hanisch
- A kőszívű ember fiai 1-2. (1964) – Krámer, besúgó
- Ha egyszer húsz év múlva… (1964)
- Iszony (1965) – Egy rokon
- Egy magyar nábob (1966) – Fegyverneky báró
- Hideg napok (1966) – Kászoni alezredes
- Kárpáthy Zoltán (1966) – Fegyverneki
- Utószezon (1966) – Princz
- Változó felhőzet (1966) – Vitéz Nagy Elemér
- A koppányi aga testamentuma (1967) – Babocsai Gáspár
- Az özvegy és a százados (1967) – Márton úr
- Jaguár (1967) – Bakay Gyula gróf
- Lássátok feleim! (1967)
- Tanulmány a nőkről (1967) – A fegyelmi bizottság tagja
- Egri csillagok 1-2. (1968) – Veli bég
- Bűbájosok (1969) – Hollandus
- Az örökös (1969) – Mr. Peroll
- Történelmi magánügyek (1969) – Főorvos
- Szemtől szemben (1970) – Dr. Redeczky Oszkár
- Szerelmi álmok – Liszt 1-2. (1970; magyar–szovjet film)
- Harminckét nevem volt (1972)
- Lányarcok tükörben (1972) – Szabolcs apja
- Ártatlan gyilkosok (1973) – Vogt, „orvos” díszlettervező
- Holnap lesz fácán (1974) – Kelemen professzor
- Tűzgömbök (1975)
- Egy erkölcsös éjszaka (1977) – Homoródy képviselő úr
- Dóra jelenti (1978) – Masson
- Kentaurok (1978) – Ministr obrany
- Az erőd (1979) – Id. Bondy
- Fábián Bálint találkozása Istennel (1980) – Ughy Báró
- Gyertek el a névnapomra (1983) – Gyulafi Tamás
- Redl ezredes 1-2. (1984, osztrák–magyar film) – Feldhauer ezredes
- A vörös grófnő (1985) – Madeleine férje
- Első kétszáz évem (1985) – Kegyelmes úr
- Banánhéjkeringő (1986) – Tótisz professzor
- Tüske a köröm alatt (1988)
- Magyar rekviem (1991) – Blech (hang)
- Esti Kornél csodálatos utazása (1994) – Editke apja
- Megint tanú (1994) – Gyula gróf
- Szeressük egymást gyerekek! (1996) – Professzor
- Sztracsatella (1996) – Pál János karmester

### Tévéfilmek
- Vacsora a Hotel Germániában (1958) – Dr. Winnicke
- Rómeó, Júlia és a sötétség (1960) – Festő
- Mindenki gyanús (1961) – Farkas Árpád
- Hotel Germánia (1962) – Winnecke doktor
- Viselkedjünk úri módon! (1962)
- Honfoglalás 1-3. (1963)
- Prakovszky, a siket kovács (1963)
- A Sinecor-ügy (1964)
- Az ég a harmadik emeletnél kezdődik (1964)
- Az én kortársaim (1964)
- Példázat 1-6. (1964-1966)
- Váltás (1964) – Igazgató
- Boldog újévet, Rüdiger úr! (1965)
- Tóbiás és a többiek (1965) – A segédlelkész
- Én, Strasznov Ignác, a szélhámos 1-2. rész (1966) – Strasznov Ignác
- Hétköznapi történet 1-3. (1966)
- Közbejött apróság (1966) – Molnár úr
- Látszat és valóság (1966) – Ezredes
- Oly korban éltünk 1-5. (1966-1967)
- Temetetlen holtak (1966) – Clochet
- Vidám vasárnap (1966)
- A százegyedik szenátor 1-3. (1967)
- Az ördög teste (1967) – Redhaven
- Budapestért harcoltak 1-3. (1967)
- Ketten (1967) – Férfi („Útikaland”)
- Máglyák Firenzében (1967) – Doffo Spini
- Ninocska, avagy azok az átkozott férfiak (1967)
- A kezdet (1968)
- Az írnokok kálváriája (1968)
- Bánk bán (1968) – II. Endre
- Fal a baloldalon (1968) – Diaz
- Isten óvd a királyt (1968) – Trónörökös
- Szomorú Szerelmesek Szanatóriuma (1968)
- Az arany meg az asszony (1969)
- Az ember tragédiája (1969) – Rudolf magyar király
- Kedd, szerda, csütörtök (1969)
- Mai módra (1969)
- Mi történt a Bankgasséban? (1969)
- Vidéki asszonyság (1969)
- A hódítás iskolája, avagy Don Juan bűnhődése (1970, rövid tévéjáték) – Don Gonzalo
- Tizennégy vértanú (1970)
- Végállomás, kiszállni! (1970)
- Bors III. (1971) – Egerszegi kegyelmes úr
- Egy óra múlva itt vagyok 1-14. (1971) – Komlóssy főfelügyelő
- A megjavult adófelügyelő és más történetek (1972)
- Három affér (1972)
- Kiskirályok 1-2. (1972) – Végh-Álmássy báró
- Kísérleti dramaturgia (1972)
- Különös vadászat (1972) – Fischer, német vadász
- Rászedettek (1972)
- A menekülő herceg (1973)
- Az ember melegségre vágyik (1973) – az író hangja a "Mikor van a háborúnak vége?" részben
- Zenés TV Színház (1973-1986)

- A szüzek városa (1973) – Főszerkesztő
- Egy csók és más semmi (1975) – Nadányi Zsolt
- Mi muzsikus lelkek (1981) – Cziegler professzor / Bíró
- Gül Baba (1986) – Gül Baba
- A Pont L`évéque-i fegyintézet (1974)
- Kalandok és figurák (1974) – Maár Péter
- Kaputt (1974)
- Uraim, beszéljenek! (1974)
- Az Elnökasszony 1-2. (1975)[6]
- Csontváry (1975)
- Zendül az osztály (1975) – Verecz Miklós
- A 78-as autóbusz útvonala – Kis kitérővel (1976) – Dr. Kutas Elemér
- A vád tanúi (1976)
- Gyémántok (1976)
- Hungária Kávéház (1976, tévésorozat) – Vendég a kávéházban / Tomori Károly professzor
- Infarktus (1976)
- Kántor (1976, tévésorozat) – Laták Kálmán
- Mérnök úr vagyok (1976)
- Robog az úthenger 1-6. (1976, tévésorozat) – Szalajka Karcsi
- A játszma (1977)
- A luxusvilla titka (1977)[7] – Luigi
- A váratlan utazás (1977) – Mr. Wrenn
- Családi kör – 44. rész: A szégyen (1977)
- Doktor Senki (1977) – Füredi Fábián
- Napforduló (1977)[7] – Szerkesztő
- Néró és a VII/A (1977)
- Szemetes-trilógia (1977) – Ügyvéd
- A miniszterelnök (1978)
- Ady-novellák (1978) – Batáry
- Beszélgetések Szókratésszal (1978)
- Ítélet előtt – 4. rész: Tyúktolvajok (1978) – Bíró
- Mednyánszky (1978) – Mednyánszky Dénes
- Második otthonunk – 2. rész: Az SZTK (1977)
- Zokogó majom 1-5. (1978) – Ambrus, tanár úr
- Szeplős Veronika (1979) – Vaczag
- Glembay Ltd. 1-2. (1980)[8] – Titus Andronicus Fabriczy
- Horváték (1980) – Müller, Horvátné apja
- Századunk 1-4. (1980) – Narrátor
- A névtelen vár 1-6. (1981) – Vavel apja
- Nagyvizit (1981)[9] – Cziegler
- Szerencsétlen flótás (1981) – Szoboszlay főorvos
- Tündér Lala (1981) – Omikron
- A nyomozás (1982) – Miniszterelnök
- A pártfogó (1982) – Dr. Sokvölgyi Antal
- II. József császár (1982) – Kaunitz
- Liszt Ferenc (1982)
- Mint oldott kéve (1982) – Mednyánszky Alajos
- Nyitott ház (1982)
- Fürkész történetei 1-11. (1983) (Jacques Champollion; Holt írások titkai epizódban)
- Hamlet (1983) – Polonius, főkamarás
- Wagner 1-10. (1983; tévésorozat) – Narrátor (hang)
- Caligula helytartója (1984) – Agrippa
- Élő holttest (1984)
- Különös házasság 1-4. (1984) – Bernát
- Nyolcadik stáció (1984)
- Az aranyifjú (1985)[10] – Kevey gróf
- Széchenyi napjai 1-6. (1985) – Schmerling
- Tizenötezer pengő jutalom (1985) – Hranek
- A falu jegyzője (1986) – Főispán
- Nyolc évszak 1-8. (1987) – Péterházi Ferenc
- Senki nem tér vissza (Nessuno torna in dietro) 1-5. (1987, olasz verzió)
- Tizenkét hónap az erdőn 1-12. (1988-1989) – Dramaturg
- A verseny (1989) – Lónyi kapitány
- Édes Anna (1989) – Tatár Gábor
- Júdea helytartója (1991)
- Szeszélyes évszakok (1991)
- Öregberény (1993-1995) – Lipót
- Muzsikál a mozi „Jávor Pál dalai” (1995)
- Hello Doki 1-6. (1996)
- Nemkívánatos viszonyok (1997) – Burza igazgató

### Rajz- és bábfilmek
- Egy világhírű vadász emlékiratai (1968-1970; bábfilmsorozat) – Szervác (hang)
- Vakáción a Mézga család (1978, rajzfilmsrozozat) – Sir Archibard (hang)

## Szinkron

### Filmek
| Év   | Cím                                                                    | Szereplő                                  | Színész                     | Szinkron év |
| ---- | ---------------------------------------------------------------------- | ----------------------------------------- | --------------------------- | ----------- |
| 1931 | Amerikai tragédia                                                      | Belknap, Clyde védőügyvédje               | Emmett Corrigan             | 1977        |
| 1933 | Krisztina királynő                                                     | Oxenstierna                               | Lewis Stone                 | 1974        |
| 1933 | Lady egy napra                                                         | Romero gróf                               | Walter Connolly             | 1994        |
| 1934 | Csapajev (2. magyar szinkron)                                          | Borozdin ezredes                          | Illarion Pevcov             | 1985        |
| 1935 | Anna Karenina                                                          | Matve                                     | Harry Beresford             | 1974        |
| 1935 | Blood kapitány                                                         | Lord Willoughby                           | Henry Stephenson            | 1971        |
| 1936 | Rómeó és Júlia (2. magyar szinkron)                                    | Lőrinc barát                              | Henry Kolker                | 1978        |
| 1936 | Téboly (1. magyar szinkron)                                            | N/A                                       | N/A                         | 1967        |
| 1937 | Makszim visszatér                                                      | Tisztviselő                               | Mihail Zsarov               | 1973        |
| 1937 | Walewska grófnő                                                        | N/A                                       | N/A                         | 1973        |
| 1939 | Egyetemi éveim (1. magyar szinkron)                                    | Pletnev                                   | Danyiil Szagal              | 1952        |
| 1939 | Éjfél                                                                  | N/A                                       | N/A                         | 1977        |
| 1939 | Hulló csillagok                                                        | Marny                                     | Victor Francen              | 1974        |
| 1939 | Szembesítés                                                            | Kocsin                                    | Nyikolaj Dorohin            | 1951        |
| 1939 | Tarzan 04.: Tarzan és fia (1. magyar szinkron)                         | Sir Thomas Lancing                        | Henry Stephenson            | 1979        |
| 1941 | Modern Pimpernel                                                       | Sidimir Koslowski                         | Peter Gawthorne             | 1979        |
| 1942 | Lenni vagy nem lenni (1. magyar szinkron)                              | Joseph Tura                               | Jack Benny                  | 1963        |
| 1942 | Megvédjük Cáricint                                                     | Rudnyev                                   | Pavel Kadocsnyikov          | 1951        |
| 1944 | A gyanúsított                                                          | Mr. Philip Marshall                       | Charles Laughton            | 1974        |
| 1944 | Mentőcsónak (1. magyar szinkron)                                       | Charles S. Rittenhouse                    | Henry Hull                  | 1980        |
| 1945 | Róma, nyílt város                                                      | Hartmann százados                         | Joop van Hulzen             | 1973        |
| 1946 | A szép és a szörnyeteg (2. magyar szinkron)                            | Belle apja                                | Marcel André                | 1982        |
| 1946 | Az élet csodaszép (1. magyar szinkron)                                 | Peter Bailey                              | Samuel S. Hinds             | 1985        |
| 1948 | A nagy óra (2. magyar szinkron)                                        | Earl Janoth                               | Charles Laughton            | 1976        |
| 1948 | Édes fiaim                                                             | Joe Keller                                | Edward G. Robinson          | 1968        |
| 1948 | Egy igaz ember                                                         | Alekszej Mareszjev                        | Pavel Kadocsnyikov          | 1951        |
| 1949 | Berlin eleste                                                          | N/A                                       | N/A                         | 1950        |
| 1949 | Francis, a szamár                                                      | Stevens altábornagy                       | John McIntire               | 1973        |
| 1949 | Milliomos úr szerelmes                                                 | Dubsky                                    | Otomar Korbelár             | 1982        |
| 1949 | Szerencsés hajózást!                                                   | ?                                         | ?                           | 1950        |
| 1949 | Sztálingrádi csata II.                                                 | Trufanov                                  | Alekszej Krasznopolszkij    | 1950        |
| 1949 | Találkozás az Elbán                                                    | Kurt Dietrich                             | Gennagyij Jugyin            | 1950        |
| 1949 | Van hazájuk                                                            | Alekszej Dobrinyin                        | Pavel Kadocsnyikov          | 1950        |
| 1950 | Alkony sugárút (1. magyar szinkron)                                    | Max Von Mayerling                         | Erich von Stroheim          | 1981        |
| 1950 | Az aranycsillag lovagja                                                | Osztruhov                                 | Konsztantyin Szvetlov       | 1951        |
| 1950 | Az ördög szépsége                                                      | Tiszt                                     | Paolo Stoppa                | 1972        |
| 1950 | Muszorgszkij                                                           | Cesar Cui                                 | Bruno Frejndlih             | 1951        |
| 1950 | Távol Moszkvától                                                       | Alekszej Nyikolajevics Kovsov             | Pavel Kadocsnyikov          | 1951        |
| 1951 | Felszántott út                                                         | Pawel                                     | Karol Podgórski             | 1952        |
| 1951 | Haláldűlő                                                              | N/A                                       | N/A                         | 1974        |
| 1952 | A Kilimandzsáró hava                                                   | Bill bácsi                                | Leo G. Carroll              | 1971        |
| 1952 | A revizor                                                              | Spekin, postamester                       | Eraszt Garin                | 1953        |
| 1952 | Élni                                                                   | Kanji Watanabe                            | Simura Takasi               | 1976        |
| 1952 | Makszimka                                                              | Alekszander Gorelov hadnagy               | Vjacseszlav Tyihonov        | 1953        |
| 1954 | A Zsurbin-család                                                       | N/A                                       | N/A                         | 1955        |
| 1954 | Hobson és leányai                                                      | Henry Hobson                              | Charles Laughton            | 1980        |
| 1954 | Nápoly aranya (1. magyar szinkron)                                     | Prospero B. gróf                          | Vittorio De Sica            | 1991        |
| 1954 | Papa, mama, ő meg én (2. magyar szinkron)                              | Fernand Langlois, a papa                  | Fernand Ledoux              | 1973        |
| 1955 | A hősök elfáradtak (1. magyar szinkron)                                | François Séverin                          | Jean Servais                | 1971        |
| 1955 | A jól bevált férj                                                      | William Egerton                           | Rex Harrison                | 1964        |
| 1955 | Betörő az albérlőm (1. magyar szinkron)                                | Claude / „Courtney őrnagy”                | Cecil Parker                | 1965        |
| 1955 | Papa, mama, a feleségem meg én (2. magyar szinkron)                    | Fernand Langlois, a papa                  | Fernand Ledoux              | 1973        |
| 1956 | Bocsáss meg, drágám!                                                   | A báró                                    | Robert Pizani               | 1977        |
| 1956 | Patkányfogó                                                            | Goujet                                    | Jacques Harden              | 1958        |
| 1957 | A nap vége                                                             | Dr. Isak Borg                             | Victor Sjöström             | 1993        |
| 1957 | Egy szélhámos vallomásai (2. magyar szinkron)                          | Kukuck professzor                         | Paul Dahlke                 | 1976        |
| 1957 | Fieszta                                                                | Bill Gorton                               | Eddie Albert                | 1972        |
| 1957 | Híd a Kwai folyón (1. magyar szinkron)                                 | Green ezredes                             | André Morell                | 1989        |
| 1957 | Kocsubej                                                               | Roj                                       | Szergej Jakovlev            | 1960        |
| 1958 | Christine                                                              | Weiring                                   | Fernand Ledoux              | 1990        |
| 1958 | Golgota-trilógia 2.: Ezerkilencszáztizennyolc                          | Roscsin                                   | Nyikolaj Gricenko           | 1959        |
| 1958 | Harsog a Radetzky induló                                               | N/A                                       | N/A                         | 1995        |
| 1958 | Horgász a pácban                                                       | Dubenoit, a polgármester                  | Frédéric Duvallès           | 1979        |
| 1958 | Ördögi találmány                                                       | Simon Hart                                | Lubor Tokoš                 | 1958        |
| 1959 | A híd                                                                  | Stern tanár úr                            | Wolfgang Stumpf             | 1965        |
| 1959 | A púpos (1. magyar szinkron)                                           | N/A                                       | N/A                         | 1970        |
| 1959 | Az Eiffel-torony árnyékában                                            | Pedrell                                   | Roger Tréville              | 1960        |
| 1959 | El Paóban nő a láz (1. magyar szinkron)                                | Alejandro Gual                            | Jean Servais                | 1972        |
| 1959 | Fehér éjszakák (1. magyar szinkron)                                    | Albérlő                                   | Anatolij Fedorinov          | 1961        |
| 1959 | Fehérnemű hadművelet                                                   | J. B. Henderson kapitány                  | Robert F. Simon             | 1979        |
| 1959 | Golgota-trilógia 3.: Borús reggel                                      | Roscsin                                   | Nyikolaj Gricenko           | 1960        |
| 1959 | Havannai emberünk                                                      | Hawthorne                                 | Noël Coward                 | 1974        |
| 1959 | Megmentett nemzedék                                                    | Vaszilij                                  | Alekszandr Gyegtyar         | 1960        |
| 1959 | Szomjúság                                                              | Alekszejenko                              | Borisz Bityukov             | 1960        |
| 1960 | Az utolsó tanú (2. magyar szinkron)                                    | N/A                                       | N/A                         | 1973        |
| 1960 | Ember a Holdon                                                         | Dr. Davidson                              | Michael Hordern             | 1978        |
| 1960 | Hamlet                                                                 | Polonius                                  | Franz Schafheitlin          | 1967        |
| 1960 | Maigret felügyelő – I/9. rész: A tévedés                               | Gouin professzor                          | John Robinson               | 1973        |
| 1960 | Waldhaus utca 20.                                                      | Dahlström                                 | Friedrich Domin             | 1975        |
| 1961 | A szövetséges                                                          | Erminio Bonafé professzor                 | Georges Wilson              | 1980        |
| 1961 | A tehén                                                                | N/A                                       | N/A                         | 1970        |
| 1961 | Álom luxuskivitelben (1. magyar szinkron)                              | O. J. Berman                              | Martin Balsam               | 1973        |
| 1961 | Az áldozat közbeszól                                                   | Dr. Carlson                               | N/A                         | 1963        |
| 1961 | Az utolsó ítélet (2. magyar szinkron)                                  | Beluso, az özvegy                         | Fernandel                   | 1979        |
| 1961 | Ítélet Nürnbergben (1. magyar szinkron)                                | Dr. Heinrich Geuter, Feldenstein ügyvédje | Karl Swenson                | 1965        |
| 1961 | Reszkessen, aki él!                                                    | Fisk, a komornyik                         | Michael Gough               | 1978        |
| 1962 | A kis álmodozó                                                         | N/A                                       | N/A                         | 1963        |
| 1962 | A maffia parancsára (2. magyar szinkron)                               | Dr. Zanchi, Antonio főnöke                | Armando Tine                | 1978        |
| 1962 | Akár az angyalok                                                       | Eisinger igazgató                         | Hans Holt                   | 1992        |
| 1962 | Billy Budd                                                             | Philip Seymour főhadnagy                  | Paul Rogers                 | 1972        |
| 1962 | Egy óra Alfred Hitchcockkal – I/4. rész: Láttam mindent…               | N/A                                       | N/A                         | 1970        |
| 1962 | Kékszakáll                                                             | Elnöklőbíró                               | Robert Burnier              | 1980        |
| 1962 | Nem nyugszik le a nap                                                  | Egle                                      | Alfred Videnieks            | 1965        |
| 1962 | Találkozások                                                           | Carl Krasner                              | Pierre Brasseur             | 1971        |
| 1963 | Antonius és Kleopátra                                                  | Enobarbus                                 | Carl Lange                  | 1969        |
| 1963 | Apassionata                                                            | Lenin                                     | Borisz Szmirnov             | 1964        |
| 1963 | Bakfis                                                                 | Dr. Bogdan Lewandowski                    | Czesław Wołłejko            | 1964        |
| 1963 | Kleopátra (1. magyar szinkron)                                         | N/A                                       | N/A                         | 1977        |
| 1963 | Minden az embereké marad                                               | Fedor Dronov                              | Nyikolaj Cserkaszov         | 1963        |
| 1963 | Morál 1963                                                             | Dr. Merkel vizsgálóbíró                   | Tilo von Berlepsch          | 1964        |
| 1963 | Optimista tragédia                                                     | Bering                                    | Vszevolod Szafonov          | 1963        |
| 1963 | Rózsaszín párduc 1.: A rózsaszín párduc (1. magyar szinkron)           | N/A                                       | N/A                         | 1977        |
| 1963 | Szerelem a megfelelő idegennel (2. magyar szinkron)                    | Elio Papasano                             | Mario Badolati              | 1974        |
| 1964 | A baracktolvaj                                                         | Ezredes                                   | Mihail Mihajlov             | 1965        |
| 1964 | A boszorkánymester                                                     | Sir John                                  | Siegfried Schürenberg       | 1973        |
| 1964 | A vonat (1. magyar szinkron)                                           | Labiche                                   | Burt Lancaster              | 1966        |
| 1964 | Keressétek a bálványt!                                                 | Az Olympia tulajdonosa                    | Bruno Coquatrix             | 1974        |
| 1965 | A domb                                                                 | Ezredorvos                                | Michael Redgrave            | 1966        |
| 1965 | A fehér asszony                                                        | Dr. Boukal, pszichiáter                   | Václav Voska                | 1966        |
| 1965 | A halál ötven órája                                                    | Pritchard ezredes                         | Dana Andrews                | 1976        |
| 1965 | A hazugság hálójában                                                   | David                                     | Daniel Gélin                | 1966        |
| 1965 | A katona apja                                                          | Gipszelt kezű férfi                       | N/A                         | 1965        |
| 1965 | A kórterem                                                             | Novikov                                   | Andrej Popov                | 1965        |
| 1965 | Az ezüst oroszlán birodalmában (1. magyar szinkron)                    | Sir David Lindsay                         | Dieter Borsche              | 1975        |
| 1965 | Azok a csodálatos férfiak a repülő masináikban                         | Niven                                     | Michael Trubshawe           | 1977        |
| 1965 | Don Quijote fiai                                                       | Pjotr Bondarenko                          | Anatolij Papanov            | 1967        |
| 1965 | Különös szívesség                                                      | Michel Boullard                           | Charles Boyer               | 1978        |
| 1965 | Lord Jim (1. magyar szinkron)                                          | Cornelius                                 | Curd Jürgens                | 1979        |
| 1965 | Tíz kicsi indián (2. magyar szinkron)                                  | Dr. Edward Armstrong                      | Dennis Price                | 1976        |
| 1965 | Viktória út                                                            | Lipan                                     | Geo Barton                  | 1968        |
| 1966 | Rögtönítélő bíróság                                                    | Werner vádlott                            | Tilo von Berlepsch          | 1974        |
| 1966 | Sógorom, a zugügyvéd (2. magyar szinkron)                              | Mr. Cimoli, Willie ügyfele                | Howard McNear               | 1977        |
| 1966 | Surcouf – A hét tenger ördöge                                          | Miniszter                                 | George Rigaud               | 1975        |
| 1967 | A hallgatag ember                                                      | Dr. Alex Favor                            | Fredric March               | 1976        |
| 1967 | A piszkos tizenkettő                                                   | Everett Dasher Breed ezredes              | Robert Ryan                 | 1983        |
| 1967 | A Saturnus nem válaszol                                                | Kanaris                                   | Bruno Frejndlih             | 1968        |
| 1967 | Anjuta útja                                                            | Platon Pavlovics                          | Vlagyimir Jemeljanov        | 1970        |
| 1967 | IV. Henrik                                                             | Dionisio Genoni doktor                    | Alexander Engel             | 1968        |
| 1967 | Nem születtünk katonának                                               | Szerpilin tábornok                        | Anatolij Papanov            | 1970        |
| 1967 | Sivatagi kommandó                                                      | N/A                                       | N/A                         | 1990        |
| 1967 | Vihar délen                                                            | Carter Sillens                            | Jim Backus                  | 1970        |
| 1968 | A bostoni fojtogató                                                    | John S. Bottomly                          | Henry Fonda                 | 1970        |
| 1968 | A bosszúállók újabb kalandjai                                          | N/A                                       | N/A                         | 1970        |
| 1968 | A könnyűlovasság támadása                                              | Lord Raglan                               | John Gielgud                | 1970        |
| 1968 | A születésnap                                                          | N/A                                       | N/A                         | 1980        |
| 1968 | Columbo – A recept: gyilkosság (1. magyar szinkron)                    | Dr. Ray Flemming                          | Gene Barry                  | 1972        |
| 1968 | Első szerelem                                                          | Apa                                       | Innokentyij Szmoktunovszkij | 1970        |
| 1968 | Funny Girl                                                             | Keeney                                    | Frank Faylen                | 1979        |
| 1968 | Hívd a férjem találkára                                                | N/A                                       | N/A                         | 1976        |
| 1968 | Madigan (1. magyar szinkron)                                           | Anthony X. Russell                        | Henry Fonda                 | 1977        |
| 1968 | Oliver                                                                 | Mr. Brownlow                              | Joseph O’Conor              | 1980        |
| 1968 | Szerződés az ördöggel                                                  | N/A                                       | N/A                         | 1968        |
| 1968 | Veled Madridban                                                        | N/A                                       | N/A                         | 1970        |
| 1969 | 12+1 (1. magyar szinkron)                                              | Pszichiáter                               | Grégoire Aslan              | 1970        |
| 1969 | A félszemű (1. magyar szinkron)                                        | Frank Ross                                | John Pickard                | 1970        |
| 1969 | Anna ezer napja (1. magyar szinkron)                                   | N/A                                       | N/A                         | 1972        |
| 1969 | Bűntény a Via Venetón                                                  | Avvocato Fontana                          | Adolfo Celi                 | 1970        |
| 1969 | Emilia Galotti                                                         | Odoardo Galotti                           | Hans Caninenberg            | 1975        |
| 1969 | Férfiak hallgatása                                                     | N/A                                       | N/A                         | 1970        |
| 1969 | Hé barátom, itt van Sabata! (1. magyar szinkron)                       | Bankos                                    | N/A                         | 1980        |
| 1969 | Mackenna aranya (1. magyar szinkron)                                   | A hitszónok                               | Raymond Massey              | 1987        |
| 1969 | Nagybátyám Benjámin                                                    | Parlenta, a végrehajtó                    | Paul Préboist               | 1983        |
| 1970 | A fekete tulipán                                                       | John de Witt                              | Alan Judd                   | 1975        |
| 1970 | A jótékony zsémbes                                                     | Dorvald                                   | Arnoldo Foà                 | 1974        |
| 1970 | A vad gyerek (1. magyar szinkron)                                      | Philippe Pinel professzor                 | Jean Dasté                  | 1977        |
| 1970 | Cromwell (1. magyar szinkron)                                          | Lundsford kapitány                        | Patrick Holt                | 1971        |
| 1970 | Cseljuskin                                                             | Tábornok                                  | Wilhelm Koch-Hooge          | 1975        |
| 1970 | Lear király                                                            | Kent                                      | Vlagyimir Jemeljanov        | 1971        |
| 1970 | Lear király                                                            | Hírnök                                    | Emmanuil Vitorgan           | 1971        |
| 1970 | Leon és az Atlanti-fal (1. magyar szinkron)                            | N/A                                       | N/A                         | 1971        |
| 1970 | Lola                                                                   | N/A                                       | N/A                         | 1975        |
| 1970 | Macbeth                                                                | Duncan                                    | Michael Goodliffe           | 1978        |
| 1970 | Salud, Marija!                                                         | Ignacio                                   | Vlagyimir Tatoszov          | 1971        |
| 1970 | Tombol a hold                                                          | Bruce apja                                | Jack Woolgar                | 1979        |
| 1970 | Ványa bácsi                                                            | Ivan „Ványa bácsi” Vojnitszki             | Innokentyij Szmoktunovszkij | 1972        |
| 1970 | Veszélyes riport                                                       | N/A                                       | N/A                         | 1975        |
| 1970 | Vizsgálat egy minden gyanú felett álló polgár ügyében                  | Mangani                                   | Arturo Dominici             | 1971        |
| 1971 | A svéd asszony                                                         | Christian Holm                            | Patrick Wymark              | 1973        |
| 1971 | Az Anderson-magnószalagok                                              | Dr. Rubicoff                              | Conrad Bain                 | 1979        |
| 1971 | Az Androméda-törzs (1. magyar szinkron)                                | Sparks tábornok                           | Peter Hobbs                 | 1973        |
| 1971 | Columbo – Váltságdíj egy halottért (1. magyar szinkron)                | Carlson ügynök                            | Harold Gould                | 1974        |
| 1971 | Csoda olasz módra (1. magyar szinkron)                                 | Primario                                  | Fausto Tozzi                | 1972        |
| 1971 | Halott szemek tanúvallomása                                            | N/A                                       | N/A                         | 1972        |
| 1971 | Hideg pulyka (1. magyar szinkron)                                      | N/A                                       | N/A                         | 1973        |
| 1971 | Kezed melegével                                                        | N/A                                       | N/A                         | 1972        |
| 1971 | Koldus és királyfi                                                     | N/A                                       | N/A                         | 1972        |
| 1971 | Minden lében két kanál – 1. rész - Nyitány (1. magyar szinkron)        | N/A                                       | N/A                         | 1972        |
| 1971 | Minden lében két kanál – 13. rész: A hosszú búcsú (1. magyar szinkron) | Theopolos                                 | Noel Willman                | 1972        |
| 1971 | Mortadella (1. magyar szinkron)                                        | Nolan felügyelő                           | Alfred Hinckley             | 1978        |
| 1971 | Osceola                                                                | Kormányzó                                 | Gerry Wolff                 | 1972        |
| 1971 | Rómeó és Júlia november végén                                          | Karel Pluhar                              | Karel Höger                 | 1974        |
| 1971 | Sátáni ötlet (1. magyar szinkron)                                      | Max                                       | Michel Piccoli              | 1971        |
| 1972 | A felső tízezer                                                        | Lampton püspök                            | Alastair Sim                | 1976        |
| 1972 | A hős falu                                                             | N/A                                       | N/A                         | 1977        |
| 1972 | A keresztapa (1. magyar szinkron)                                      | Mark McCluskey kapitány                   | Sterling Hayden             | 1982        |
| 1972 | A látogatók (1. magyar szinkron)                                       | Harry Wayne                               | Patrick McVey               | 1980        |
| 1972 | Alfredo, Alfredo (1. magyar szinkron)                                  | Alfredo apja                              | Luigi Baghetti              | 1974        |
| 1972 | Bújócska egy kocsi körül                                               | Gyógyszerész                              | Martin Ružek                | 1976        |
| 1972 | Egészséges özvegy                                                      | N/A                                       | N/A                         | 1975        |
| 1972 | Elbeszélés                                                             | Öreg                                      | Boleslaw Plotnicki          | 1975        |
| 1972 | Illumináció                                                            | Lengyel filozófus                         | N/A                         | 1974        |
| 1972 | Mindenki szép, mindenki kedves                                         | Idős pap                                  | Paul Préboist               | 1974        |
| 1972 | Mondj búcsút, Maggie!                                                  | Dr. Lou Grazzo                            | Darren McGavin              | 1975        |
| 1972 | Ostromállapot                                                          | Rendőrfőkapitány                          | Eduardo Naveda              | 1974        |
| 1972 | Saint Tropezba költöztünk (első-két magyar szinkron)                   | Louis Martinet úr                         | Michel Serrault             | 1973        |
| 1972 | Saint Tropezba költöztünk (első-két magyar szinkron)                   | Louis Martinet úr                         | Michel Serrault             | 1984        |
| 1972 | Tecumseh                                                               | N/A                                       | N/A                         | 1973        |
| 1972 | Terefere                                                               | Professzor                                | Zinovij Gerdt               | 1979        |
| 1973 | A cement                                                               | German Kleist                             | Bruno Frejndlih             | 1976        |
| 1973 | A Dominici-ügy                                                         | Sir Jack Drummond                         | Colin Drake                 | 1974        |
| 1973 | A fekete herceg                                                        | Zorin ezredes                             | Vszevolod Szanajev          | 1974        |
| 1973 | A nagy érzelmektől jókat lehet zabálni                                 | Anyakönyvvezető                           | André Chanu                 | 1974        |
| 1973 | A Sakál napja                                                          | Lloyd                                     | Terence Alexander           | 1981        |
| 1973 | Akció az elnök ellen (1. magyar szinkron)                              | ?                                         | ?                           | 1976        |
| 1973 | Amarcord                                                               | N/A                                       | N/A                         | 1984        |
| 1973 | Az aranyhaj                                                            | Tavi király                               | Ladislav Pešek              | 1975        |
| 1973 | Az ezredeseket akarjuk                                                 | N/A                                       | N/A                         | 1974        |
| 1973 | Az örökös                                                              | Schneider püspök                          | Jean Martin                 | 1979        |
| 1973 | Babaház (1. magyar szinkron)                                           | Dr. Rank                                  | Ralph Richardson            | 1980        |
| 1973 | Columbo – III/1. rész: Gyönyörű gyilkos (1. magyar szinkron)           | David Lang                                | Vincent Price               | 1976        |
| 1973 | Csak semmi szexet, kérem, angolok vagyunk (1. magyar szinkron)         | Mr. Needham                               | Michael Bates               | 1974        |
| 1973 | Csoda a 34. utcában                                                    | Shellhammer                               | Jim Backus                  | 1975        |
| 1973 | Felismerés                                                             | Gross ügyész                              | Nyikolaj Annyenkov          | 1976        |
| 1973 | Gyilkossági kísérlet (1. magyar szinkron)                              | Dr. Trojan                                | Karel Höger                 | 1974        |
| 1973 | Kimenő                                                                 | Lord Moping                               | John Le Mesurier            | 1985        |
| 1973 | Serpico                                                                | Kellogg felügyelő                         | John McQuade                | 1989        |
| 1973 | Sivatagban, őserdőben                                                  | N/A                                       | N/A                         | 1975        |
| 1974 | A mosoly országa                                                       | Csang herceg                              | Gerd Frickhöffer            | 1978        |
| 1974 | A választ csak a szél ismeri                                           | N/A                                       | N/A                         | 1978        |
| 1974 | Az Odessa-dosszié (1. magyar szinkron)                                 | Tauber (hang)                             | Cyril Shaps                 | 1993        |
| 1974 | Columbo – IV/2. rész: Negatív reakciók (1. magyar szinkron)            | N/A                                       | N/A                         | 1977        |
| 1974 | Gyilkosság az Orient expresszen                                        | Beddoes                                   | John Gielgud                | 1977        |
| 1974 | Gyilkosságok péntek este                                               | E. J. Farnsworth                          | Keenan Wynn                 | 1981        |
| 1974 | Hajsza a föld alatt (1. magyar szinkron)                               | Öregember                                 | Michael Gorrin              | 1987        |
| 1974 | Hogyan fojtsuk vízbe, avagy kétéltűek tündöklése és bukása             | Biológus #1                               | N/A                         | 1976        |
| 1974 | Késői találkozás (1. magyar szinkron)                                  | Stephen                                   | John Le Mesurier            | 1982        |
| 1974 | Kínai negyed                                                           | Noah Cross                                | John Huston                 | 1979        |
| 1974 | Lányok, anyák                                                          | Vasziljev                                 | Innokentyij Szmoktunovszkij | 1976        |
| 1974 | Pénzt vagy életet! (1. magyar szinkron)                                | Mr. Baker                                 | Michael Hordern             | 1976        |
| 1974 | Stavisky                                                               | Jean Raoul báró                           | Charles Boyer               | 1992        |
| 1974 | Szenzáció! (1. magyar szinkron)                                        | Roy Bensinger                             | David Wayne                 | 1980        |
| 1974 | Ulzana                                                                 | N/A                                       | N/A                         | 1974        |
| 1975 | A Rosenberg-házaspár                                                   | N/A                                       | N/A                         | 1976        |
| 1975 | Amerika pánikban                                                       | N/A                                       | N/A                         | 1977        |
| 1975 | Az elveszett expedíció                                                 | Szmelkov professzor                       | Nyikolaj Grinyko            | 1977        |
| 1975 | Az ígéret földje (1. magyar szinkron)                                  | Karol apja                                | Tadeusz Białoszczyński      | 1976        |
| 1975 | Az utolsó áldozat                                                      | Flor Fedulych                             | Mihail Gluzszkij            | 1978        |
| 1975 | Comenius                                                               | Comenius                                  | Thomas Holtzmann            | 1978        |
| 1975 | Éjfélkor indul útjára a gyönyör (1. magyar szinkron)                   | N/A                                       | N/A                         | 1975        |
| 1975 | Gyémánt-akció                                                          | Osip Shelehes                             | Alekszandr Porohovscsikov   | 1977        |
| 1975 | Illünk egymáshoz, drágám?                                              | Kája                                      | František Peterka           | 1976        |
| 1975 | Különös férfi                                                          | Pavel Grigorics                           | Viliam Záborsky             | 1981        |
| 1975 | Különös tanítvány                                                      | Stevens                                   | Marcel Josz                 | 1978        |
| 1975 | Libera, szerelmem                                                      | N/A                                       | N/A                         | 1977        |
| 1975 | Lloyd George járt minálunk                                             | Sir William Boothroyd tábornok            | Roland Culver               | 1978        |
| 1975 | Neveletlenek                                                           | Pradah Singh                              | Rafiq Anwar                 | 1975        |
| 1975 | Pantaleon és a hölgyvendégek                                           | El Sinchi                                 | Pancho Córdova              | 1979        |
| 1975 | Sherlock Holmes legkedvesebb fivérének kalandjai                       | Dr. Watson                                | Thorley Walters             | 1977        |
| 1975 | Tisztes honpolgárok                                                    | Cataudella szenátor                       | Claudio Gora                | 1976        |
| 1975 | Zsarutörténet (1. magyar szinkron)                                     | Paul Robier                               | Paul Crauchet               | 1976        |
| 1976 | A jónevű senki avagy a stróman                                         | Herbert Delaney                           | Lloyd Gough                 | 1978        |
| 1976 | A Lerouge-ügy                                                          | Tabaret                                   | René Deltgen                | 1989        |
| 1976 | A szegények kapitánya                                                  | Ezredes                                   | Colea Rautu                 | 1978        |
| 1976 | A szentév (1. magyar szinkron)                                         | Christina férje                           | Tommy Duggan                | 1989        |
| 1976 | Az elnök emberei (1. magyar szinkron)                                  | Ben Bradlee                               | Jason Robards               | 1984        |
| 1976 | Az inspektor küldetése                                                 | Klivenszkij                               | Bruno Frejndlih             | 1978        |
| 1976 | Az utolsó filmcézár                                                    | Fleishacker                               | Ray Milland                 | 1991        |
| 1976 | Beethoven                                                              | N/A                                       | N/A                         | 1977        |
| 1976 | Caesar és Kleopátra                                                    | Pothinus                                  | Noel Willman                | 1978        |
| 1976 | Csak egy asszony…                                                      | N/A                                       | N/A                         | 1976        |
| 1976 | Egy hétvége története                                                  | Sir Timothy Farrar                        | Roy Dotrice                 | 1985        |
| 1976 | Griffin és Phoenix (1. magyar szinkron)                                | Idős férfi                                | George Chandler             | 1979        |
| 1976 | Hálózat (1. magyar szinkron)                                           | Max Schumacher                            | William Holden              | 1986        |
| 1976 | Maraton életre-halálra                                                 | Dr. Christian Szell                       | Laurence Olivier            | 1985        |
| 1976 | Szívvel, szerelemmel                                                   | Professzor (Papa)                         | Tadeusz Kaźmierski          | 1978        |
| 1976 | Tízezer dolláros megbízás (1. magyar szinkron)                         | Abner Procane                             | John Houseman               | 1986        |
| 1976 | Vörös és fekete                                                        | N/A                                       | N/A                         | 1978        |
| 1976 | Zofia                                                                  | Wladyslaw, az öregúr                      | Zdzisław Mrożewski          | 1983        |
| 1977 | 2:1 a rendőrség javára – III/4. rész: Gyilkos az esőben                | N/A                                       | N/A                         | 1978        |
| 1977 | A dominó-elv                                                           | Spiventa                                  | Mickey Rooney               | 1978        |
| 1977 | A híd túl messze van (1. magyar szinkron)                              | Királyi Légierő tiszt az eligazításon     | Jeremy Kemp                 | 1986        |
| 1977 | A vasálarcos                                                           | Colbert                                   | Ralph Richardson            | 1979        |
| 1977 | Az elnök halála                                                        | Gabriel Narutowicz                        | Zdzisław Mrożewski          | 1985        |
| 1977 | Gondviselés                                                            | Clive                                     | John Gielgud                | 1993        |
| 1977 | Koldus és királyfi (1. magyar szinkron)                                | Norfolk hercege                           | Rex Harrison                | 1979        |
| 1977 | Ne vedd el a gyermekemet!                                              | Dr. Andrew Brantford                      | Tom Bosley                  | 1984        |
| 1977 | Visszajelzés                                                           | Pavel Nyikolajevics Koznakov              | Mihail Pogorzselszkij       | 1979        |
| 1978 | A brazíliai fiúk                                                       | Ezra Lieberman                            | Laurence Olivier            | 1988        |
| 1978 | A hatos számú kórterem                                                 | N/A                                       | N/A                         | 1979        |
| 1978 | A nyomorultak                                                          | Myriel püspök                             | Claude Dauphin              | 1985        |
| 1978 | A világ rendje és biztonsága                                           | N/A                                       | N/A                         | 1979        |
| 1978 | Az Olsen-banda 10.: Az Olsen banda hadba száll (1. magyar szinkron)    | Biztonsági őr                             | N/A                         | 1985        |
| 1978 | Fedora (1. magyar szinkron)                                            | Sobryanski gróf                           | Hans Jaray                  | 1979        |
| 1978 | Halál a Níluson (1. magyar szinkron)                                   | Johnny Race ezredes                       | David Niven                 | 1984        |
| 1978 | Háromkirályok ajándéka                                                 | O’Henry                                   | David Wayne                 | 1982        |
| 1978 | II. Richárd                                                            | John of Gaunt                             | John Gielgud                | 1980        |
| 1978 | King 1-3.                                                              | J. Edgar Hoover                           | Dolph Sweet                 | 1979        |
| 1978 | Rómeó és Júlia                                                         | Lőrinc barát                              | Joseph O’Conor              | 1980        |
| 1978 | Senkiföldje                                                            | Spooner                                   | John Gielgud                | 1988        |
| 1978 | Szolgák és más urak                                                    | Sekrestyés / Komornyik / Edward / Férj    | Heinz Rühmann               | 1981        |
| 1979 | A szomszéd szoba                                                       | Id. Artur Karcz                           | Wojciech Alaborski          | 1984        |
| 1979 | Az éneklő kutya                                                        | Greenleaf                                 | Ernest Maftei               | 1980        |
| 1979 | Bombanő                                                                | Tiszteletes                               | Max Showalter               | 1983        |
| 1979 | IV. Henrik                                                             | Sir John Falstaff                         | Anthony Quayle              | 1981        |
| 1979 | Levelek Franktől                                                       | Frank                                     | Art Carney                  | 1988        |
| 1979 | Útközben                                                               | Horváth Miklós                            | Đoko Rosić                  | 1979        |
| 1979 | Vágta                                                                  | Sz. Sz. Uvarov, a főlovász                | Pavel Kadocsnyikov          | 1981        |
| 1980 | A kristálytükör meghasadt (1. magyar szinkron)                         | Gates felügyelő (Éjféli gyilkosság)       | Nigel Stock                 | 1985        |
| 1980 | Éretlenek                                                              | Léon Jumaucourt, az igazgatónő férje      | Hubert Deschamps            | 1980        |
| 1980 | Hálószoba komédia                                                      | Ernest                                    | Michael Denison             | 1983        |
| 1980 | Három fölösleges férfi                                                 | Emmerich                                  | Pierre Dux                  | 1990        |
| 1980 | Miért nem hívták Evanst?                                               | Jones tiszteletes                         | John Gielgud                | 1982        |
| 1980 | Végén csattan az ostor                                                 | Ernst Mueller                             | Patrick Magee               | 1991        |
| 1981 | Athéni Timon                                                           | Flavius                                   | John Welsh                  | 1983        |
| 1981 | Othello                                                                | Montano                                   | Tony Steedman               | 1983        |
| 1981 | Ragtime                                                                | Vernon Elliott                            | Herman Meckler              | 1985        |
| 1981 | Troilus és Cressida                                                    | Priamus                                   | Esmond Knight               | 1985        |
| 1981 | Válság a központi középiskolában                                       | Glenn Huckaby                             | Henderson Forsythe          | 1984        |
| 1982 | Aranyoskám                                                             | John Van Horn                             | George Gaynes               | 1984        |
| 1982 | Cymbeline                                                              | Philario                                  | Geoffrey Lumsden            | 1986        |
| 1982 | Házasodjunk, vagy tán mégse? (1. magyar szinkron)                      | N/A                                       | N/A                         | 1991        |
| 1982 | Kicsi, de szemtelen                                                    | Savello herceg                            | Claudio Gora                | 1986        |
| 1982 | Zöld csillag                                                           | T. S. Hartmann                            | Erik Frey                   | 1986        |
| 1983 | Airport 2000                                                           | Q. T. Thornwell                           | Ray Milland                 | 1989        |
| 1983 | Edith és Marcel                                                        | N/A                                       | N/A                         | 1990        |
| 1983 | Farkasverem                                                            | N/A                                       | N/A                         | 1985        |
| 1983 | Lenni vagy nem lenni                                                   | Ravitch                                   | George Gaynes               | 1985        |
| 1983 | Mr. Halpern és Mr. Johnson                                             | Joe Halpern                               | Laurence Olivier            | 1990        |
| 1984 | A fekete elefántcsonttorony                                            | Henry Breasley                            | Laurence Olivier            | 1990        |
| 1984 | A hazárdőr                                                             | Sir Gerald Scaith admirális               | Laurence Olivier            | 1991        |
| 1985 | A pókasszony csókja                                                    | Warden, Molina ügyvédje                   | José Lewgoy                 | 1987        |
| 1985 | Az Edgehill házaspár                                                   | Sir Humphrey Logan                        | Alan MacNaughtan            | 1989        |
| 1985 | Az ifjú Sherlock Holmes és a félelem piramisa                          | Watson idősen (hang)                      | Michael Hordern             | 1989        |
| 1985 | Légy bátor és erős                                                     | N/A                                       | N/A                         | 1988        |
| 1985 | Moszkvai csata                                                         | Saposnyikov                               | Bruno Frejndlih             | 1986        |
| 1985 | Románc az Orient expresszen                                            | Theodore Woodward                         | John Gielgud                | 1986        |
| 1985 | Selyemgubó                                                             | Bernard „Bernie” Lefkowitz                | Jack Gilford                | 1990        |
| 1985 | Vadlibák 2.                                                            | Rudolf Hess                               | Laurence Olivier            | 1994        |
| 1986 | A rózsa neve (1. magyar szinkron)                                      | Burgosi Jorge                             | Feodor Chaliapin, Jr.       | 1991        |
| 1986 | Fantasztikus labirintus (1. magyar szinkron)                           | Bölcs                                     | Michael Hordern             | 1987        |
| 1986 | Kalózok                                                                | Kormányzó, Archibaldo bácsi               | Bill Fraser                 | 1991        |
| 1987 | A gyanúsított (1. magyar szinkron)                                     | Lowell bíró                               | Thomas Barbour              | 1990        |
| 1987 | A sötétség fejedelme                                                   | Pap                                       | Donald Pleasence            | 1989        |
| 1987 | Angyalszív                                                             | Dr. Albert Fowler                         | Michael Higgins             | 1989        |
| 1987 | Az utolsó ártatlan ember (1. magyar szinkron)                          | N/A                                       | N/A                         | 1989        |
| 1987 | Call girl ötszázért                                                    | Dr. Herbert A. Morrison                   | Eli Wallach                 | 1989        |
| 1987 | Mandela                                                                | Miniszter                                 | Dudley Dickin               | 1989        |
| 1987 | Összeesküvés – A chicagói nyolcak pere                                 | N/A                                       | N/A                         | 1990        |
| 1988 | A milagrói babháború                                                   | N/A                                       | N/A                         | 1994        |
| 1988 | A spicli                                                               | Csendőrtiszt                              | Alekszandr Vokacs           | 1995        |
| 1988 | Ég veled, szorongás!                                                   | Robert úr                                 | Hubert Deschamps            | 1997        |
| 1988 | Egy másik asszony (1. magyar szinkron)                                 | Marion apja                               | John Houseman               | 1994        |
| 1988 | Egy másik asszony (1. magyar szinkron)                                 | Marion apja fiatalon                      | David Ogden Stiers          | 1994        |
| 1988 | Sátánkeringő Bécsben                                                   | Bernard atya                              | Ferdy Mayne                 | 1993        |
| 1989 | Családi ügy                                                            | Nat                                       | Salem Ludwig                | 1990        |
| 1989 | Hajnalodik, és már ez is valami                                        | Polgármester                              | Rafael Alonso               | 1991        |
| 1989 | James Bond 16.: A magányos ügynök (1. magyar szinkron)                 | Q                                         | Desmond Llewelyn            | 1989        |
| 1989 | Végítélet                                                              | A báró                                    | Jean Vigny                  | 1991        |
| 1990 | A halál keresztútján                                                   | Dale Levander polgármester                | Richard Woods               | 1991        |
| 1990 | A keresztapa III. (1. magyar szinkron)                                 | Don Altobello                             | Eli Wallach                 | 1991        |
| 1990 | Arachnophobia – Pókiszony                                              | Dr. Sam Metcalf                           | Henry Jones                 | 1990        |
| 1990 | Magyar rekviem                                                         | Tanár úr                                  | Hans Christian Blech        | 1990        |
| 1990 | Nicsak, ki beszél még!                                                 | Lou                                       | Louis Heckerling            | 1991        |
| 1990 | Reszkessetek, betörők!                                                 | Marley                                    | Roberts Blossom             | 1991        |
| 1990 | Szörnyecskék 2. – Az új falka                                          | Fred nagypapa                             | Robert Prosky               | 1990        |
| 1990 | Tortúra (1. magyar szinkron)                                           | Buster                                    | Richard Farnsworth          | 1991        |
| 1990 | Végtelen történet 2.                                                   | Koreander                                 | Thomas Hill                 | 1991        |
| 1991 | Árnyék a havon                                                         | Református pap                            | Jozef Kroner                | 1991        |
| 1991 | Oscar                                                                  | Eduardo Provolone                         | Kirk Douglas                | 1991        |
| 1993 | A misszionáriuslány 1-3.                                               | N/A                                       | N/A                         | 1997        |
| 1993 | Beethoven 2.                                                           | Gus, a gondnok                            | Jeff Corey                  | 1994        |
| 1994 | A pénz boldogít                                                        | Joe McTeague nagybácsi                    | Kirk Douglas                | 1995        |

### Sorozatok
| Év        | Cím                                                                    | Szereplő                 | Színész / Szinkronhang | Szinkron év |
| --------- | ---------------------------------------------------------------------- | ------------------------ | ---------------------- | ----------- |
| 1965      | A rózsák háborúja                                                      | Gloucester               | Paul Hardwick          | 1970        |
| 1967      | Támadás egy idegen bolygóról II.                                       | Victor Bergman           | Barry Morse            | 1979        |
| 1969-1970 | A négy páncélos és a kutya II-III.                                     | N/A                      | N/A                    | 1972        |
| 1971      | Arsène Lupin I.                                                        | Mullen                   | Fons Rademakers        | 1973        |
| 1973      | A tavasz tizenhét pillanata                                            | Hitler                   | Fritz Diez             | 1974        |
| 1973      | Lucien Leuwen 1-4.                                                     | Pontlevé márki           | Mario Ferrari          | 1978        |
| 1973      | Vivát, Benyovszky!                                                     | Du Ternay                | Karol Machata          | 1975        |
| 1974      | Napóleon és a szerelem                                                 | Corvisart                | John Welsh             | 1979        |
| 1975      | Alfa holdbázis I.                                                      | Victor Bergman           | Barry Morse            | 1976        |
| 1978      | Will Shakespeare                                                       | Edward Alleyn            | André Morell           | 1980        |
| 1982      | Finom angol módra 1-4.                                                 | Lord Clarence            | Curt Bois              | 1985        |
| 1982      | Marco Polo                                                             | A gradói pátriárka       | John Houseman          | 1984        |
| 1984      | Szupernagyi I.                                                         | N/A                      | N/A                    | 1987        |
| 1984      | T.I.R.                                                                 | II. világháborús veterán | N/A                    | 1987        |
| 1985-1987 | A klinika I-II.                                                        | Konstantin Taubricht     | Ernst Fritz Fürbringer | 1988        |
| 1985-1987 | A klinika I-II.                                                        | Max Seidelbach           | Hans Caninenberg       | 1989        |
| 1986-1990 | A Guldenburgok öröksége                                                | Gregor Baschkurin        | Daniel Gélin           | 1990-1993   |
| 1987-1990 | Polip III-V.                                                           | A „Bábos”                | Marcello Tusco         | 1990-1992   |
| 1988      | Narnia krónikája: Az oroszlán, a boszorkány és a különös ruhásszekrény | Digory Kirke Professzor  | Michael Aldridge       | 1993        |
| 1989      | Tízparancsolat                                                         | Főorvos                  | Aleksander Bardini     | 1991        |

### Rajz- és animációs filmek
| Év        | Cím                                       | Szereplő        | Szinkronhang    | Szinkron év |
| --------- | ----------------------------------------- | --------------- | --------------- | ----------- |
| 1961-1963 | Frédi és Béni II-IV. (1. magyar szinkron) | N/A             | N/A             | 1969-1977   |
| 1962      | A Jetson család I. (1. magyar szinkron)   | N/A             | N/A             | 1990        |
| 1965-1966 | Mormogiék                                 | Tábornok        | N/A             | 1989        |
| 1980      | Tizenkét hónap                            | Január          | Kobajasi Kijosi | 1982        |
| 1987      | Eduárd és barátai                         | Oroszlán Oszkár | N/A             | 1988-1990   |
| 1992      | Aladdin                                   | Szultán         | Douglas Seale   | 1993        |
| 1994      | Aladdin I. (1. magyar szinkron)           | Szultán         | Val Bettin      | 1996        |
| 1996      | Aladdin és a tolvajok fejedelme           | Szultán         | Val Bettin      | 1996        |

## Hangjátékok
- Oscar Wilde: Salome (1947)

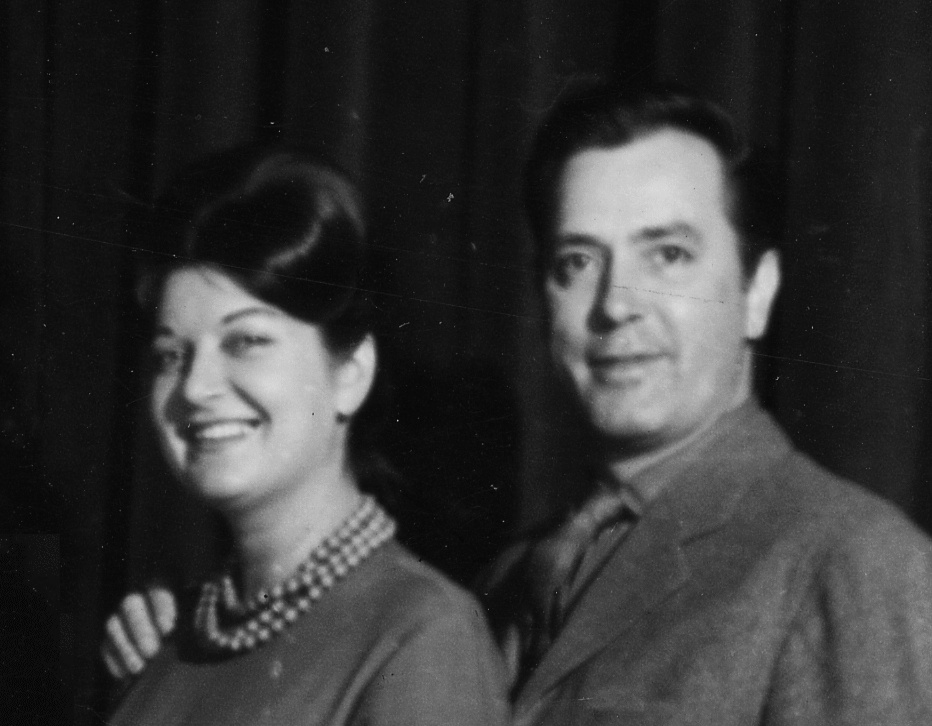
A Szabó család Bandija, Balogh Erzsivel (1960)

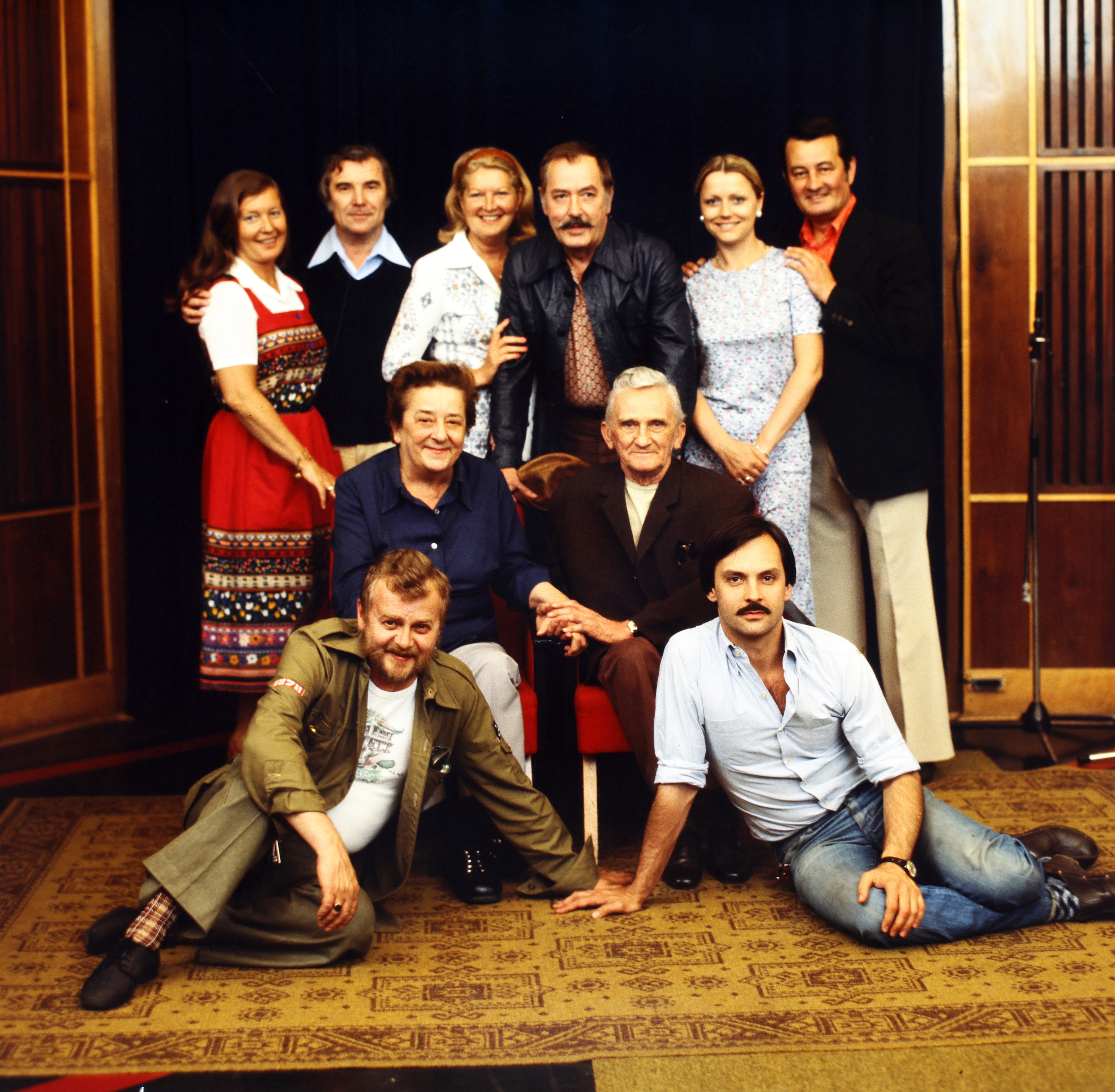
A Szabó család sorozat főszereplői 1973-ban

- Tamási Áron: Tündöklő Jeromos (1947)
- Illés Béla: Tűz Moszkva alatt (1950)
- Szobotka Tibor: A fiatal Verdi (1950)
- Kolozsvári András: A lipcsei per (1951)
- László Miklós: Öt ajándék (1951)
- Vajda István: Vak vágányon (1952)
- Alena Bernasková: Seherezádé részvénytársaság (1954)
- Kreutzer Sándor: A fjordok országában (1955)
- Erdődy János: A korona rabszolgái (1957)
- Kazakevics: Csillag (1958)
- Mesterházi Lajos: Pesti emberek (1958)
- Bozó László: Furfangos Dalila (1959)
- Szíjgyártó László: Hamis nők (1959)
- A Szabó család (1959–1997 között), Kossuth Rádió – Bandi
- Takács Tibor: A hét lépés vers legendája (1961)
- Baróti Géza: Szenzáció (1962)
- Miller, Arthur: Gyújtópont (1962)
- Bohdan Drozdowski: Lengyel ballada (1964)
- A bűnbak (1964)
- Buzzati, Dino: Hét emelet (1964)
- Gyárfás Miklós: A hűség útvesztőiben (1964)
- Maugham, Sommerset: Az ördög sarkantyúja (1964)
- Moldova György: Sötét angyal (1964)
- Thackeray: A hiúság vására (1964)
- Forester, William: Őfelsége kapitánya (1966)
- Hollós Ervin: Fiúk a térről (1966)
- Lóránd Lajos: Várlak a Diadalív alatt (1966)
- MacLean, Katherine: A képernyő nem hazudik (1966)
- Szabó Magda: A rab (1966)
- Gyárfás Miklós: Tanuljunk könnyen és gyorsan drámát írni! (1968)
- Joachim Goll: Himalája-madár (1968)
- Mikszáth Kálmán: A kis prímás (1968)
- Abramow, Jaroslav: Öt perc dicsőség (1970)
- Fodor Mária: Délibáb (1970)
- Gosztonyi János: A meghajszolt szelíd (1970)
- Hárs László: Hol voltam, hol nem voltam...(1970)
- Sós György: A szürke autó utasai (1970)
- Az utolsó utáni éjszaka (1971)
- Berkesi András: Baleset az M 7-es műúton (1971)
- Boros Lajos-Vámos Miklós: Felfüggesztés (1971)
- Erle Stanley Gardner: A Bedford-gyémántok (1971)
- Darvas József: Elindult szeptemberben (1972)
- Gorkij, Maxim: Ellenségek (1972)
- Jókai Anna: Általános foglalkoztató (1973)
- Karinthy Frigyes: Egy nőt szeretni (1973)
- Karinthy Frigyes: E korban, melynek mérlege hamis (1973)
- Karinthy Frigyes: Kiáltvány (1973)
- Karinthy Frigyes: Megélek a levegőből (1973)
- Karinthy Frigyes: Megnyomok egy gombot (1973)
- Karinthy Frigyes: Minden másképp van (1973)
- Vészi Endre: Kirakatrendezés (1973)
- Karinthy Frigyes: Hannibál és társai (1974)
- Szabó Magda: Tündér Lala (1975)
- Cibula, Václav: Közönséges szombat (1977)
- Grochowiak, Stanislaw: A mélységből kiáltok (1977)
- Zoltán Péter: Luther (1977)
- Karinthy Frigyes: Gépek dzsungelje (1980)
- Gordan Mihic: Kis árva agrak (1982)
- Mándy Iván: Lebontott világ (1984)
- Folytassuk! - Dorogi Zsigmond rádiókompozíciója Vas István műveiből (1985)
- G. B. Shaw: Az orvos dilemmája (1985)
- Jókai Mór: Egy hírhedett kalandor a XVII. századból (1987)
- Mándy Iván: Koszorú (1987)
- Móricz Zsigmond: Aranyos öregek (1987)
- Sütő András: Pompás Gedeon élete, halála és feltámadása (1987)
- Krúdy Gyula: A vörös postakocsi (1988)
- Stendhal: A pármai kolostor (1988)
- Tóth Gábor Ákos: Kutyahús bádogban (1991)
- Spiró György: Gyászhuszár Kft. (1992)
- Jeorjiosz Hortácisz: Nikolósz és Kaszándra (1993)
- Ladislav Fuks: Boldogultak bálja (1993)
- Jerofejev, Venegyikt: Moszkva - Petuski (1993)
- Szepességi történet (1994)[38] – az író (Krúdy Gyula)
- Gion Nándor: Zongora a fehér kastélyból (1996)
- Jaroslav Hasek: Svejk, egy derék katona kalandjai a világháborúban (1997)

## Díjai, elismerései
- Jászai Mari-díj (1956)
- Érdemes művész (1960)
- Kiváló művész (1968)
- Hegedűs Gyula-emlékgyűrű (1971)
- SZOT-díj (1972)
- Munka Érdemrend arany fokozata (1978)
- A Magyar Köztársasági Érdemrend középkeresztje (1993)
- Örökös tag a Halhatatlanok Társulatában (1996)
- Harsányi Zsolt-díj (1997)
- Magyar Filmkritikusok Díja – Legjobb férfi alakítás díja (1997)